# Helrör
Helrör är ett slangord för en flaska av en spritdryck på 70 eller 75 cl.
Standardstorleken på buteljer sålda av Systembolaget i Sverige ändrades 1955 från 1 liter till 75 cl. Detta skedde i samband med avskaffandet av motboken. I taxfree-butiker på färjor, flygplatser etc. är det dock fortfarande vanligt med enlitersflaskor.